# Miraflores (Panama)
Miraflores ist ein Corregimiento des Bezirks Almirante in der Provinz Bocas del Toro in Panama. Bei der Volkszählung im Jahr 2023 hatte es 1303 Einwohner. Das Corregimiento erstreckt sich über eine Fläche von 36,9 km².
Das Corregimiento wurde durch Gesetz Nr. 172 vom 19. Oktober 2020 geschaffen.

## Orte
Im Corregimiento Miraflores befinden sich folgende Orte:
- Bella Vista
- La Gloria
- Milla 5
- Milla 7 1/2
- Miraflores
- Ojo de Agua
- Quebrada Banano
- Tibite